# Мозер, Алоиз
Роберт Алоиз Мозер (нем. Robert Aloys Mooser; 20 сентября 1876, Женева — 24 августа 1969, Женева) — швейцарский музыковед и музыкальный критик.
Внук известного органостроителя Алоиза Мозера (1770—1839). Отец Мозера был пианистом, а мать, Юлия Запольская, происходила из России. В 1899 г., после смерти отца, Мозер отправился в Россию и в течение 10 лет работал в Санкт-Петербурге музыкальным критиком франкоязычного издания «Journal de Saint-Pétersbourg». Выступал также как органист, занимался коллекционированием музыкальных автографов, начал многолетнюю работу по изучению русской музыки.
В 1909 г. Мозер вернулся в Швейцарию и вплоть до 1962 года был музыкальным критиком женевского журнала La Suisse, некоторое время занимал и должность главного редактора. Статьи Мозера в La Suisse составили в дальнейшем четырёхтомное авторское издание. Кроме того, в 1922 г. основал и до 1944 г. возглавлял музыкальный журнал Dissonances.
Основные научные работы — Annales de la musique et des musiciens en Russie au xviiie s.(1951) и Visage de la musique contemporaine (1962), а также большое количество статей на музыковедческую тематику. Совместно с Робером Годе перевёл на французский язык либретто оперы М. Мусоргского «Борис Годунов».